# 12529 Reighard
A 12529 Reighard (ideiglenes jelöléssel 1998 KG41) a Naprendszer kisbolygóövében található aszteroida. A LINEAR projekt keretében fedezték fel 1998. május 22-én.